# Detective Story (film)
Detective Story (探偵物語?, Tantei monogatari) è un film del 2007 diretto da Takashi Miike